# Arrangement franco-japonais (1907)
L'arrangement relatif à l'indépendance et à l'intégrité de la Chine (日仏協約, Nichi-futsu Kyouyaku) de 1907 est un traité entre la France de la Troisième République et l'empire du Japon délimitant leurs respectives sphères d'influence en Asie, signé à Paris le 10 juin 1907 par l'ambassadeur plénipotentiaire du Japon en France Shin’ichiro Kurino (ja) et le ministre français des Affaires étrangères Stéphen Pichon, publié au Journal officiel le 22 juin 1907.

## Contexte
Les relations entre la France et le Japon avant la guerre russo-japonaise de 1904-1905 sont fraîches. La France est membre de la Triple intervention à cause de laquelle le Japon s'est senti humilié par la limitation de ses gains à l'issue de la première guerre sino-japonaise. La France est également une ardente sorte de défenseur de la Russie dans le récent conflit bien que son étendue d'action réelle soit limitée par l'Entente cordiale avec le Royaume-Uni et la politique étrangère de Théophile Delcassé dans sa capacité à prendre une position ouverte sur le monde. Cependant, comme le Japon sort vainqueur de sa guerre avec la Russie et que la France s'éloigne de plus en plus de la belliqueuse Allemagne, sa politique étrangère évolue.
Le projet de traité a été achevé en mai 1907 et envoyé à Tokyo le 16 mai pour ratification par le gouvernement japonais.
Par l'arrangement franco-japonais de 1907, les deux parties affirment leur attachement à l'intégrité territoriale de la Chine ainsi que leur soutien à la doctrine de la porte ouverte mais indiquent aussi leur  « intérêt spécial » dans le maintien de la paix et de l'ordre dans les zones de la Chine adjacentes aux territoires où les deux parties ont des droits de souveraineté, de protection ou d'occupation. Le supplément non-public de l'accord définit ces domaines comme étant la Mandchourie, la Mongolie et la province du Fukien pour le Japon et les provinces de Yunnan, Guangxi et Guangdong pour la France.
L'arrangement reconnaît implicitement la position de la France en Indochine française et l'un des résultats de cet accord est une répression des activités des partisans de l'indépendance indochinoise et des exilés vietnamiens au Japon par la police japonaise.
Cependant, la formulation des dispositions supplémentaires de l'arrangement sont divulguées à la presse française, ce qui constitue une source de préoccupation aux États-Unis et en Chine concernant les ambitions territoriales françaises et japonaises en Chine, et l'avenir de la politique de la porte ouverte. D'autres négociations entre le Japon et les États-Unis permettent de clarifier leurs positions respectives et contribuent à la signature de l'accord Root-Takahira de 1908.

## Source de la traduction
- (en) Cet article est partiellement ou en totalité issu de l’article de Wikipédia en anglais intitulé « Franco-Japanese Treaty of 1907 » (voir la liste des auteurs).